# Гориці (Вигоницький район)
Гориці (рос. Горицы) — присілок в Вигоницькому районі Брянської області Російської Федерації.
Населення становить 80 осіб. Входить до складу муніципального утворення Кокінське сільське поселення.

## Історія
Від 2005 року входить до складу муніципального утворення Кокінське сільське поселення.

## Населення
| 2010 | 2013 |
| ---- | ---- |
| 75   | ↗80  |